# Никишин, Владимир Олегович
Влади́мир Оле́гович Ники́шин (род. в 1974 году, СССР) — российский историк-антиковед, специалист по античной культуре и идеологии античного общества, истории Древнего Рима, праву и власти в Римской империи, политике и идеологии Древней Греции и Древнего Рима, межэтническим отношениям в Античности, шовинизму и антисемитизму в античном обществе. Кандидат исторических наук, преподаватель кафедры истории древнего мира исторического факультета Московского государственного университета имени М. В. Ломоносова. Один из авторов Большой Российской энциклопедии, автор научно-популярных энциклопедий для детей, автор учебников по истории для высшей и средней школы.

## Биография
В 1996 году Владимир Никишин окончил исторический факультет МГУ имени М. В. Ломоносова, затем в 1996—1999 годах обучался в аспирантуре того же факультета.
С 1997 года работает на историческом факультете, где с 1999 года является старшим преподавателем кафедры истории древнего мира. С 2012 года также является преподавателем Московского приборостроительного техникума Российского экономического университета имени Г. В. Плеханова.
В 2000 году в МГУ имени М. В. Ломоносова под научным руководством доктора исторических наук, профессора В. И. Кузищина Никишин защитил диссертацию на соискание учёной степени кандидата исторических наук по теме «Чужеземцы в произведениях Цицерона, Цезаря и Саллюстия: к вопросу о сущности римского „шовинизма“ в I в. до н. э.» специальность 07.00.03 — всеобщая история (соответствующего периода); официальные оппоненты — доктор исторических наук, профессор Г. С. Кнабе и кандидат исторических наук, доцент С. М. Крыкин; ведущая организация — МПГУ.
Направления научных исследований историка: право и власть в Римской империи; межэтнические отношения в античности; «шовинизм» и «антисемитизм» в античном обществе; духовная культура и идеология античного общества.

## Научные труды

### Монографии
- Балезин А. С., Бородкин Л. И., Буданов А. В., Буданова В. П., Буев А. Л., Буховец О. Г., Васютин С. А., Великая Н. М., Воробьева О. В., Гордон А. В., Ионов И. Н., Линченко А. А., Мосейко А. Н., Нефляшева Н. А., Никишин В. О., Побережников И. В., Следзевский И. В., Харитонова Е. В., Шемякин Я. Г. Цивилизационные вызовы во всемирно-исторической перспективе: коллективная монография / под ред. О. В. Воробьёвой; Российская академия наук, Институт всеобщей истории РАН, Российский государственный гуманитарный университет. М.: Авилон, 2018. — 680 с.

### Статьи
- Никишин В. О. Варварство и цивилизация в понимании Страбона (резюме доклада на X Сергеевских чтениях на кафедре истории древнего мира исторического факультета МГУ) // Вестник древней истории. 1998. № 2 (225). С. 207
- Никишин В. О. Отношение Цицерона к грекам// Древний Восток и Античный мир. труды кафедры истории древнего мира. / Отв. ред.: И. А. Гвоздева, А. А. Немировский. Москва, 1999. С. 80-98.
- Никишин В. О. Эллинский шовинизм в архаическую и классическую эпохи: возникновение и развитие // Труды кафедры древних языков. (К 50-летию кафедры). Сер. «Труды исторического факультета МГУ. Instrumenta studiorum: 6» Санкт-Петербург, 2000. С. 46-51.
- Никишин В. О. «Варварство» и «цивилизация» в понимании Саллюстия //Древний Восток и Античный мир. Труды кафедры истории древнего мира. Москва, 2000. С. 82-93.
- Гвоздева И. А., Никишин В. О. «Ригор» и ригоризм в римской литературе // Вестник Литературного института им. А. М. Горького. 2000. № 2. С. 175—179.
- Никишин В. О. «Национальный вопрос» в произведениях Тацита // Древний Восток и Античный мир. труды кафедры истории древнего мира Исторического факультета МГУ. Москва, 2001. С. 93-108.
- Никишин В. О. Варвары и варварство в трудах Тацита: германцы, галлы и британцы // Древний Восток и античный мир. труды кафедры истории древнего мира. Московский государственный университет имени М. В. Ломоносова, Исторический факультет. Москва, 2002. С. 86-99.
- Никишин В. О. Отголоски традиционного римского «шовинизма» в произведениях Тацита // Вестник древней истории. 2002. № 1 (240). С. 225
- Никишин В. О. Негативный образ «жалкого грека» в речах Цицерона // Вестник древней истории. 2003. № 4 (247). С. 239—240.
- Никишин В. О. «Собачье красноречие» (canina facundia) цицерона (по материалам филиппик) // Вестник Московского университета. Серия 8: История. 2003. № 4. С. 67-80.
- Никишин В. О. Ломоносовские чтения на кафедре истории древнего мира исторического факультета МГУ им. М. В. Ломоносова (23 апреля 2002) // Древний Восток и античный мир. труды кафедры истории древнего мира. Московский государственный университет им. М. В. Ломоносова, Исторический факультет. Москва, 2004. С. 247—249.
- Никишин В. О. Варвары и варварство в трудах Тацита : народы Востока // Древний Восток и античный мир. труды кафедры истории древнего мира. Московский государственный университет им. М. В. Ломоносова, Исторический факультет. Москва, 2004. С. 56-67.
- Никишин В. О. Иудаизм, христианство и Mores maiorum: подоплёка сцифического римского «антисемитизма» в произведениях Цицерона и Тацита" // Вестник древней истории. 2004. № 2 (249). С. 239.
- Никишин В. О. Рец. на: Williams J. H. C. Beyond the Rubicon: Romans and Gauls in Republican Italy. Oxford: Oxford University Press, 2001. XV, 264 p. // Studia historica. Вып. VII. Москва, 2007. С. 226—232.
- Никишин В. О., Короленков А. В. Чужеземцы в " Записках « цезаря // Studia Historica, Historia Medieval. 2004. Т. 4. С. 75-90.
- Никишин В. О. К вопросу о „галлах“ и „фракийцах“ в войске Спартака // Древний Восток и античный мир. труды кафедры истории древнего мира (К 250-летию Московского государственного университета имени М. В. Ломоносова). Московский государственный университет им. М. В. Ломоносова. Исторический факультет; Отв. ред. И. А. Гвоздева, А. А. Немировский. Москва, 2005. С. 104—111.
- Никишин В. О. К вопросу о „галлах“ и „фракийцах“ в войске Спартака// Вестник древней истории. 2006. № 1 (256). С. 228.
- Никишин В. О., Гвоздева И. А. Ригор и ригоризм в римской литературной традиции и юридической практике // Вестник древней истории. 2006. № 4 (259). С. 215.
- Никишин В. О. Metus Gallicus и его преодоление // Studia Historica, Historia Medieval. 2007. Т. 7. С. 77-92.
- Гвоздева И. А., Никишин В. О. Римские граждане и чужеземцы в эпоху Поздней Республики: правовой аспект и бытовые реалии // Проблемы утраты и возрождения традиционной и классической культуры на фоне развития цивилизации. Вклад Н. А. Добролюбова и современников в видение этой темы. 2007. С. 350—363.
- Гвоздева И. А., Никишин В. О. Римские граждане и чужеземцы в „им-перском мышлении“ и классическом праве Древнего Рима // Известия Смоленского государственного университета. 2008. № 4. С. 132—149.
- Никишин В. О. Катон Утический: хранитель устоев и нарушитель традиций // Studia Historica, Historia Medieval. 2008. Т. 8. С. 123—139.
- Никишин В. О. Императоры, граждане и подданные в эпоху принципата: идеал и реальность // Правитель и его подданные: социокультурная норма и ограничения единоличной власти. Сер. „Цивилизационное измерение“ Ответственные редакторы: Д. М. Бондаренко, А. А. Немировский; Институт Африки РАН. Москва, 2009. С. 96-122.
- Никишин В. О. Metus gallicus и его преодоление. // Вестник древней истории. 2009. № 1 (268). С. 251.
- Никишин В. О. Катон Утический: хранитель устоев и нарушитель традиций // Вестник древней истории. 2009. № 4 (271). С. 251.
- Никишин В. О. О биографии Спартака до начала „рабской войны“ // Studia Historica, Historia Medieval. 2009. Т. 9. С. 98-105.
- Никишин В. О. Катон Младший и Цицерон: непростые взаимоотношения на фоне краха Республики // Человек, семья, нация в контексте мировой культуры. Материалы Всероссийской научной конференции „Добролюбовские чтения-2010“ и Всероссийской научно-практической конференции „К молодой семье через культуру“. 2010. С. 119—122.
- Гвоздева И. А., Никишин В. О. Северные варвары и Рим: „вызов и ответ“ // Человек, семья, нация в контексте мировой культуры. Материалы Всероссийской научной конференции „Добролюбовские чтения-2010“ и Всероссийской научно-практической конференции „К молодой семье через культуру“. 2010. С. 123—131.
- Никишин В. О. О некоторых аспектах феномена mors romana// Studia Historica, Historia Medieval. 2010. Т. 10. С. 130—141.
- Никишин В. О. Феномен mors Romana в период принципата Юлиев-Клавдиев // Вестник древней истории. 2011. № 4 (279). С. 269.
- Никишин В. О. Цицерон и греки // Studia Historica, Historia Medieval. 2011. Т. 11. С. 166—189.
- Гвоздева И. А., Никишин В. О. Место и роль античности в творчестве М. В. Ломоносова // Вестник Литературного института им. А. М. Горького. 2011. № 2. С. 144.
- Никишин В. О. Цицерон и античная спортивная культура// Олимпийские игры: история и современность. сборник статей участников ежегодной межвузовской научной конференции „Восток и Запад: приоритеты эпох“. Российский университет дружбы народов; ответственный редактор С. А. Воронин, составители: Т. Б. Гвоздева, А. А. Куделин. 2012. С. 170—183.
- Никишин В. О. Феномен mors Romana в период принципата Юлиев-Клавдиев // Восток, Европа, Америка в древности. Сборник научных трудов XVII Сергеевских чтений. Московский государственный университет им. М. В. Ломоносова. 2012. С. 182—188.
- Никишин В. О. Metus Gallicus: возникновение и преодоление // Древний восток и античный мир. Труды кафедры истории древнего мира исторического факультета МГУ. Москва, 2012. С. 122—135.
- Никишин В. О. Северные Варвары в Произведениях Тацита: взгляд римского историка в контексте традиционной дихотомии „свой — чужой“ // Цивилизация и варварство. 2012. № 1. С. 67-90.
- Никишин В. О. Metus Gallicus и metus Punicus: возникновение, эволюция и финал // Studia Historica, Historia Medieval. 2012. Т. 12. С. 119—135.
- Никишин В. О. „Спортивное“ амплуа августейшего дилетанта: Нерон в роли возницы // Олимпийские игры в политике и культуре. сборник статей участников Ежегодной межвузовской научной конференции „Восток и Запад: приоритеты эпох“, посвященной памяти В. И. Кузищина (1930—2013). Ответственный редактор С. А. Воронин; составители: Т. Б. Гвоздева, А. А. Куделин. 2013. С. 95-108.
- Никишин В. О. Римская интеллигенция и суицид // Вестник Литературного института им. А. М. Горького. 2013. № 2. С. 119—120.
- Никишин В. О. Тернистый путь интеллектуала в античности: Сенека в отечественной дореволюционной историографии // Вестник Литературного института им. А. М. Горького. 2013. № 4. С. 112—113.
- Никишин В. О. К вопросу о феномене „Игры в царя“ // Ставропольский альманах Российского общества интеллектуальной истории (см. в книгах). 2013. № 14. С. 126—136.
- Гвоздева И. А., Никишин В. О. Римские диктаторы и аграрный вопрос в конце республики // Культура, наука, образование: влияние на нравственное развитие общества. Году культуры в России посвящается. 2014. С. 149—157.
- Никишин В. О. Образ карфагенянина в римской литературной традиции // К юбилею профессора Ии Леонидовны Маяк. редколлегия: Сапрыкин С. Ю. (ответственный редактор), Бугаева Н. В. (ответственный секретарь редколлегии), Сидорович О. В., Балахванцев А. С., Дурново М. В., Сморчков А. М., Томашевич О. В., Трухина Н. Н., Санкт-Петербург, 2014. С. 302—310.
- Никишин В. О. О некоторых аспектах metus hostilis в Риме эпохи // Восток, Европа, Америка в древности. Сер. „Труды исторического факультета МГУ“ Московский государственный университет им. М. В. Ломоносова, Исторический факультет. 2014. С. 272—278.
- Никишин В. О. О некоторых аспектах metus hostilis в Риме эпохи Республики // Вестник древней истории. 2014. № 2 (289). С. 208.
- Никишин В. О. Свой среди чужих, чужой среди своих: опыт культурного взаимодействия между миром цивилизации и варварской периферией на рубеже новой эры // Цивилизация и варварство. 2014. № 3. С. 181—197.
- Никишин В. О. Интеллектуал в роли администратора: Плиний Младший и провинциалы.// Вестник Литературного института им. А. М. Горького. 2014. № 1. С. 101—104.
- Никишин В. О. Конфликт между нормой и реальностью в жизни римского интеллектуала // Вестник Литературного института им. А. М. Горького. 2014. № 3. С. 114—124.
- Nikishin V. O. Some blind spots in Spartacus biography // And the Earth is Joyous… Studies in Honour of Galina A. Belova. Сборник статей в честь Г. А. Беловой. / Под ред. С. В. Иванова и Е. Г. Толмачёвой. Москва, 2015. С. 256—264.
- Никишин В. О. „Стоящие на страже державы“ клиентные царства на рубежах римской империи в I веке н. э. // Цивилизация и варварство. 2015. № 4. С. 247—284.
- Nikishin V. O. GUY DE LA BéDOYèRE. THE REAL LIVES OF ROMAN BRITAIN: A HISTORY OF ROMAN BRITAIN THROUGH THE LIVES OF THOSE WHO WERE THERE. NEW HAVEN; LONDON: YALE UNIVERSITY PRESS, 2015. 264 P // Studia Historica, Historia Medieval. 2015. Т. 14. С. 236—243.
- Никишин В. О. Rex literatissimus: несколько штрихов к биографии Юбы II // Вестник Литературного института им. А. М. Горького. 2015. № 1. С. 111—113.
- Никишин В. О. „Кесарю Кесарево, богу богово“: Интеллектуалы-коллаборационисты Агриппа I И Агриппа II // Вестник Литературного института им. А. М. Горького. 2015. № 1. С. 115—116.
- Никишин В. О. Ветеранские ассигнации конца Римской республики: к изучению проблемы // Вестник древней истории. 2016. Т. 76. № 1. С. 183.
- Никишин В. О. Цари-клиенты как гаранты безопасности и правопорядка на окраинах Римской империи в I в н. э. // Вестник древней истории. 2016. Т. 76. № 1. С. 189.
- Никишин В. О. Варваризация вместо аккультурации, или почему не реализовался проект Августа // Вестник древней истории. 2016. Т. 76. № 3. С. 818.
- Короленков А. В., Никишин В. О. Саллюстий в контексте античной историографии // Вестник древней истории. 2016. Т. 76. № 4. С. 1038—1048.
- Никишин В. О. Падение Западной Римской империи: внутренняя трансформация и внешний коллапс // Цивилизация и варварство. 2016. № 5. С. 99-129.
- Никишин В. О. Конфронтация или кооперация? Взгляд греко-римских интеллектуалов. На проблему взаимоотношений с чужаками // Вестник Литературного института им. А. М. Горького. 2016. № 4. С. 104—106.
- Никишин В. О. Сколько раз из Рима Изгоняли чужаков? // Древний мир: История и археология. Труды Международной научной конференции „Дьяковские чтения“ кафедры истории древнего мира и средних веков им. проф. В. Ф. Семенова. 2017. С. 138—146.
- Никишин В. О. Metus punicus: „фактор страха“ в противостоянии Рима и Карфагена // Пунические войны. История великого противостояния. Военные, дипломатические, идеологические аспекты борьбы между Римом и Карфагеном. Санкт-Петербург, 2017. С. 199—218.
- Никишин В. О. Место и роль. Эллинистической культуры в гуманитарной концепции Цицерона // Hypothekai. сборник статей по истории античной педагогической культуры. Москва, 2017. С. 107—128.
- Никишин В. О. Похищение Европы»: коллапс Римской империи как следствие трансформации позднеантичного общества // Вестник древней истории. 2017. Т. 77. № 2. С. 501—502.
- Никишин В. О. Поздний Рим и варварство: проблема утраты римлянами своей культурной идентичности // Вестник древней истории. 2017. Т. 77. № 4. С. 1048.
- Гвоздева И. А., Никишин В. О. Кризис в Риме в конце II В. до н. э. (аграрный и правовой аспекты) // Право и государство: теория и практика. 2017. № 8 (152). С. 23-27.
- Никишин В. О. Аутсайдер, ставший лидером перипетиях биографии Спартака до начала восстания // Цивилизация и варварство. 2017. № 6. С. 79-95.
- Никишин В. О. Как культура преодолела негативный стереотип: портрет мавретанского царя Юбы II в контексте римских этнических предрассудков // Египет и сопредельные страны. 2017. № 2. С. 1-17.
- Никишин В. О. О природе римской ксенофобии // Древний Восток и античный мир. труды кафедры истории древнего мира. Сер. «Труды исторического факультета МГУ. Серия 2, Исторические исследования» Московский государственный университет им. М. В. Ломоносова, Исторический факультет. Москва, 2018. С. 316—339.
- Гвоздева И. А., Никишин В. О. Состояние италийского земельного фонда в период кризиса последней трети II в. до н. э. // Право и государство: теория и практика. 2018. № 5 (161). С. 36-43.
- Гвоздева И. А., Никишин В. О. Принципат Августа как политическая система: теория и практика // Право и государство: теория и практика. 2018. № 6 (162). С. 18-25.
- Гвоздева И. А., Никишин В. О. Агрименсура в конце римской республики (I в. до н. э.) // Аграрное и земельное право. 2018. № 3 (159). С. 34-42.
- Гвоздева И. А., Никишин В. О. Социальные и правовые последствия аграрного кризиса в Риме в последней трети II в. до н. э. // Восток, Европа, Америка в древности. Сборник научных трудов Сергеевских чтений на кафедре истории древнего мира исторического факультета МГУ имени М. В. Ломоносова. 2019. С. 171—195.
- Никишин В. О. Варваризация вместо аккультурации, или почему не реализовался проект Августа // Восток, Европа, Америка в древности. Сборник научных трудов Сергеевских чтений на кафедре истории древнего мира исторического факультета МГУ имени М. В. Ломоносова. 2019. С. 218—238.
- Никишин В. О. Исключение, подтверждающее правило: жизнь и деятельность Юбы II в контексте римских этнических предрассудков (резюме доклада на XIX Жебелёвских чтениях в СПбГУ). // Вестник древней истории. 2019. Т. 79. № 1. С. 218.
- Гвоздева И. А., Никишин В. О. Откуда и когда «прилетел» в Москву двуглавый орел? // Право и государство: теория и практика. 2019. № 11 (179). С. 94-98.
- Гвоздева И. А., Никишин В. О. Категория fundus в системе римского кадастра // Право и государство: теория и практика. 2019. № 12 (180). С. 208—211.
- Никишин В. О. Pax Romana и римский «империализм» в I в. н. э. // Вестник Российского университета дружбы народов. Серия: Всеобщая история. 2019. Т. 11. № 1. С. 76-90.
- Никишин В. О. «Варварство цивилизации» лицом к лицу с «Цивилизацией варварства» феномен латентного варварства в контексте греко-римской Цивилизации I В. до н. э. (по произведениям Цицерона) // Цивилизация и варварство. 2019. № 8. С. 238—262.
- Никишин В. О. О некоторых приёмах Римской дипломатии на Востоке во времена поздней республики и ранней империи // Международные отношения: история и современность. Теории и исследовательские практики. Ставрополь, 2020. С. 58-74.
- Никишин В. О. Римляне и провинциалы проблема ответственности за тех, кого покорили // Цивилизация и варварство. 2020. № 9. С. 192—237.
- Грушевой А. Г., Никишин В. О. Рим и провинции: проблемы взаимодействия в период поздней Республики // Экономика, право, власть в древнем мире. Посвящается памяти В. И. Кузищина. Сер. «Исторические исследования, 122» Санкт-Петербург, 2021. С. 554—604.
- Гвоздева Т. Б., Дурново М. В., Ладынин И. А., Никишин В. О., Стрелков А. В. Профессор В. И. Кузищин (1930—2013) в отечественной науке об античности // Экономика, право, власть в древнем мире. Посвящается памяти В. И. Кузищина. — СПб.: Алетейя, 2021. С. 9-23. Сер. «Исторические исследования, 122»

### Рецензии
- Никишин В. О. РЕЦЕНЗИЯ НА: ПОПЛАВСКИЙ В. С. КУЛЬТУРА ТРИУМФА И ТРИУМФАЛЬНЫЕ АРКИ ДРЕВНЕГО РИМА. М., 2000 // Studia Historica, Historia Medieval. 2005. Т. 5. С. 189—194.
- Никишин В. О. РЕЦ. НА: MARINCOLA J. AUTHORITY AND TRADITION IN ANCIENT HISTORIOGRAPHY. CAMBRIDGE UNIVERSITY PRESS, 1997. XVI+361 P // Studia Historica, Historia Medieval. 2006. Т. 6. С. 305—312.
- Nikishin V. O. РЕЦЕНЗИЯ НА: WILLIAMS J. H. C. BEYOND THE RUBICON: ROMANS AND GAULS IN REPUBLICAN ITALY. OXFORD, 2001 // Studia Historica, Historia Medieval. 2007. Т. 7. С. 226—233.
- Никишин В. О. РЕЦ. НА: ISAAK B. H. THE INVENTION OF RACISM IN CLASSICAL ANTIQUITY. PRINCETON, 2006 // Studia Historica, Historia Medieval. 2008. Т. 8. С. 229—240.
- Никишин В. О. РЕЦ. НА: YARROW L. M. HISTORIOGRAPHY AT THE END OF THE REPUBLIC. PROVINCIAL PERSPECTIVES ON ROMAN RULE. OXFORD: OXFORD UNIVERSITY PRESS, 2006 // Studia Historica, Historia Medieval. 2009. Т. 9. С. 211—219.
- Никишин В. О. РЕЦ. НА: HALL J. POLITENESS AND POLITICS IN CICERO’S LETTERS. ОXFORD, 2009 // Studia Historica, Historia Medieval. 2010. Т. 10. С. 219—255.
- Никишин В. О. РЕЦЕНЗИЯ НА: Т.Б.ГВОЗДЕВА.ОЛИМПИЙСКИЕ ИГРЫ В ПАМЯТНИКАХ АНТИЧНОЙ ЛИТЕРАТУРЫ. УЧЕБНОЕ ПОСОБИЕ. М., ИЗД-ВО ЛИТЕРАТУРНОГО ИНСТИТУТА ИМ. А.М.ГОРЬКОГО,2012Г // Вестник Литературного института им. А. М. Горького. 2014. № 2. С. 101—105.
- Никишин В. О. РЕЦЕНЗИЯ НА: MACLEAN R. FREED SLAVES AND ROMAN IMPERIAL CULTURE: SOCIAL INTEGRATION AND THE TRAN SFORMATION OF VALUES. CAMBRIDGE UNIVERSITY PRESS, 2018. 208 P // Studia Historica, Historia Medieval. 2018. Т. 16. С. 242—247.

### Энциклопедии

#### Большая Российская энциклопедия
- Никишин В. О. Пеласги // Большая Российская энциклопедия. Москва, 2014. С. 537.
- Никишин В. О. Перегрины // Большая Российская энциклопедия. Москва, 2014. С. 623.
- Никишин В. О. Периэки // Большая Российская энциклопедия. Москва, 2014. С. 696—697.
- Никишин В. О. Регул // Большая Российская энциклопедия. В 35 томах. Москва, 2015. С. 315.
- Никишин В. О. Реция // Большая Российская энциклопедия. В 35 томах. Москва, 2015. С. 452.
- Никишин В. О. Рея Сильвия // Большая Российская энциклопедия. В 35 томах. Москва, 2015. С. 463.
- Никишин В. О. Древний Рим. Религия и мифология // Большая Российская энциклопедия. В 35 томах. Москва, 2015. С. 508—509.
- Никишин В. О. Римские провинции // Большая Российская энциклопедия. В 35 томах. Москва, 2015. С. 522.
- Никишин В. О. Ромул // Большая Российская энциклопедия. В 35 томах. Москва, 2015. С. 647.
- Никишин В. О. Ромул Августул // Большая Российская энциклопедия. В 35 томах. Москва, 2015. С. 647—648.
- Никишин В. О. Ростры // Большая Российская энциклопедия. В 35 томах. Москва, 2015. С. 707—708.
- Никишин В. О. Рубикон // Большая Российская энциклопедия. В 35 томах. Москва, 2015. С. 737.
- Никишин В. О. Сабеллы // Большая российская энциклопедия. Москва, 2015. С. 175.
- Никишин В. О. Сабины // Большая российская энциклопедия. Москва, 2015. С. 176.
- Никишин В. О. Сайм // Большая российская энциклопедия. Москва, 2015. С. 214.
- Никишин В. О. Саллюстий // Большая российская энциклопедия. Москва, 2015. С. 239.
- Никишин В. О. Сальтусы // Большая российская энциклопедия. Москва, 2015. С. 261.
- Никишин В. О. Самнитские войны // Большая российская энциклопедия. Москва, 2015. С. 283.
- Никишин В. О. Самниты // Большая российская энциклопедия. Москва, 2015. С. 283.
- Никишин В. О. Сатурн // Большая российская энциклопедия. Москва, 2015. С. 457.
- Никишин В. О. Сатурналии // Большая российская энциклопедия. Москва, 2015. С. 458.
- Никишин В. О. Светоний // Большая российская энциклопедия. Москва, 2015. С. 541—542.
- Никишин В. О. Северы // Большая российская энциклопедия. Москва, 2015. С. 656—657.
- Никишин В. О. Семпронии // Большая российская энциклопедия. Москва, 2015. С. 739—740.
- Никишин В. О. Сенат Римский // Большая российская энциклопедия. Москва, 2015. С. 747.
- Никишин В. О. Сенаторы // Большая российская энциклопедия. Москва, 2015. С. 748.
- Никишин В. О. Фабии // Большая российская энциклопедия. Москва, 2017. С. 169.
- Никишин В. О. Феодосий I // Большая российская энциклопедия. Москва, 2017. С. 264—265.
- Никишин В. О. Феодосий II // Большая российская энциклопедия. Москва, 2017. С. 265.
- Никишин В. О. Умбры // Большая российская энциклопедия. Москва, 2017. С. 29.
- Никишин В. О. Филипп Араб // Большая российская энциклопедия. Москва, 2017. С. 344.
- Никишин В. О. Фламины // Большая российская энциклопедия. Москва, 2017. С. 422.
- Никишин В. О. Юлиан Отступник // Большая российская энциклопедия. Москва, 2017. С. 579.
- Никишин В. О. Юнона // Большая российская энциклопедия. Москва, 2017. С. 589.
- Никишин В. О. Юпитер // Большая российская энциклопедия. Москва, 2017. С. 591.
- Никишин В. О. Янус // Большая российская энциклопедия. Москва, 2017. С. 719.

#### Для детей
- Города России: для младшего школьного возраста / [худож. : О. В. Барвенко и др.]. — М.: РОСМЭН, 2015. — 79 с. : цв. ил. (Моя Россия). ISBN 978-5-353-07193-8
- Конотоп А. В., Никишин В. О. Бизнес: для среднего школьного возраста / худож.: О. В. Барвенко и др.]. — М.: РОСМЭН, 2014. — 95 с. : цв. ил. — (Лучшее-детям. Знак качества) (Детская энциклопедия РОСМЭН). ISBN 978-5-353-06901-0
- Деньги: энциклопедия : для среднего школьного возраста / худож.: М. О. Дмитриев, В. Л. Освер, О. К. Пархаев]. — М.: РОСМЭН, 2013. — 95 с. : цв. ил. — (Детская энциклопедия РОСМЭН). ISBN 978-5-353-06114-4
- Чудеса света: для дошкольного возраста/ худож. И. В. Максимова, О. К. Пархаев, М. О. Дмитриев. — Москва: Росмэн, 2014. — [31] с. : цв. ил. — (Самая первая энциклопедия). ISBN 978-5-353-06783-2
- Россия: для среднего школьного возраста] / худож.: Н. Ю. Бабкина и др. — М.: Росмэн, 2012. — 95 с. : ил., цв. ил., портр. — (Детская энциклопедия РОСМЭН). ISBN 978-5-353-05675-1
- Рыцари: для среднего школьного возраста / худож. И. А. Дзысь и др. — М.: РОСМЭН, 2012. — 95 с. : ил., цв. ил., портр. — (Детская энциклопедия РОСМЭН).; ISBN 978-5-353-05959-2
- Наша родина — Россия: для среднего школьного возраста / худож.: Н. Ю. Бабкина и др. — М.: Росмэн, 2013. — 95 с. : цв. ил., портр. — (Энциклопедия знаний). ISBN 978-5-353-06276-9
- Царские династии России: для среднего школьного возраста. — М.: РОСМЭН, 2015. — 95 с. : ил., портр., цв. ил., портр. (Детская энциклопедия РОСМЭН). ISBN 978-5-353-07077-1 : 10000 экз.
- Чудеса России: для дошкольного возраста. — М.: Росмэн, 2015. — [16] л. : цв. ил. (Самая первая энциклопедия). ISBN 978-5-353-07194-5 : 10000 экз.

### Учебные издания
- История Древнего мира: Восток. Греция. Рим: Учебное пособие / И. А. Ладынин, к.и.н., доц., А. А. Немировский, к.и.н., С. В. Новиков, к.и.н., доц., В. О. Никишин, к.и.н. — М.: Слово, 2004. («Высшее образование») ISBN 5-8123-0254-5
- Историческая география античного мира : учебное пособие для вузов / В. О. Никишин
- История Древнего мира. Древняя Греция : учебник для академического бакалавриата : для студентов высших учебных заведений, обучающихся по гуманитарным направлениям. — М.: Юрайт, 2019. — 328, [1] с. (Модуль. Бакалавр). ISBN 978-5-534-10010-5
- Никишин В. О. История Древнего мира. Древний Рим Учебное пособие. — М.: Юрайт, 2019. — 299 с. ISBN 978-5-534-00262-1 Сер. 63 Бакалавр. Академический курс. Модуль (1-е изд.)
- Всеобщая история. История Древнего мира: учебное пособие для 5 класса общеобразовательных организаций / В. О. Никишин, А. В. Стрелков, О. В. Томашевич, Ф. А. Михайловский; под научной редакцией академика РАН, доктора исторических наук, профессора С. П. Карпова. — М.: Русское слово, 2017. — 327 с. : ил., портр., цв. ил., портр. (Инновационная школа). ISBN 978-5-533-00054-3
- Всеобщая история. История Древнего мира. 5 : учебник для 5 класса общеобразовательных организаций / В. О. Никишин, А. В. Стрелков, О. В. Томашевич, Ф. А. Михайловский; под науч. ред. С. П. Карпова. — М.: Русское слово, 2019. — 326, [1] с. : цв. ил., карт., портр., табл. — (ФГОС. Инновационная школа) (Соответствует Федеральному государственному образовательному стандарту). ISBN 978-5-533-00883-9 : 20000 экз.
- Всеобщая история. История Древнего мира. 5 : учебник для 5-го класса общеобразовательных организаций / В. О. Никишин, А. В. Стрелков, О. В. Томашевич, Ф. А. Михайловский; под научной редакцией академика РАН, доктора исторических наук, профессора С. П. Карпова. — 2-е изд. — М.: Русское слово, 2020. — 326, [1] с. : ил., табл., цв. ил., карты, портр. (ФГОС. Инновационная школа) (Соответствует Федеральному государственному образовательному стандарту). ISBN 978-5-533-01268-3 : 15 000 экз.